# Frailes Menores Renovados
Los Frailes Menores Renovados (en latín Fratrum Minorum Renovatorum) son una orden religiosa católica, empeñada en la línea de la renovación indicada por el Concilio Vaticano II (decreto Perfectae Caritatis). 
Este instituto religioso de derecho diocesano, fue fundado con especial indulto de la Santa Sede por Tomás de Pollena y otros cinco frailes provenientes de la Orden capuchina, con el intento de revivir el espíritu y el estilo de los orígenes franciscanos, en la adaptación a nuevos tiempos. Tiene una voluntad evangelizadora, y toma como referencia al fundador de la orden de los franciscanos Francisco de Asís. 

## Historia
Con el Concilio Ecuménico Vaticano II, mediante el decreto Perfectae Caritatis, la Iglesia católica pretendió promover una renovación adaptada de la vida religiosa a los cambios del siglo XX.
Tras varias experiencias de diversas comunidades de frailes menores capuchinos dedicadas al estudio de la Regla minorítica, como la Fraternidad de Fabriano, recibieron la aprobación oficial de la Iglesia, cosa que los animó a proseguir en el camino emprendido. A los primeros tres franciscanos (Tommaso de Pollena, Bernardo de Novi Velia y Benigno de Canicattì) se sumaron Carmelo de Morano Calabro, Girolamo de Caccamo y Cristóforo de Palermo. Este grupo de seis frailes capuchinos, promotores de los Frailes Menores Renovados, dieron entonces el paso decisivo: el 1 de julio de 1972 el padre Guccione presentó al secretario de la Congregación para los Religiosos, Mayer, su solicitud de secularización.
El 24 de diciembre de 1972 el arzobispo de Monreale, Monseñor Corrado Mingo se declaró disponible a acoger a los frailes de Sant’Isidoro en su diócesis; y posteriormente, el 11 de junio de 1983 Salvatore Cassisa erigió la Pía Unión en Instituto religioso de derecho diocesano, aprobando definitivamente las Constituciones el 2 de junio de 1989.

## Difusión
El Instituto de los Frailes Menores Renovados está compuesto por aproximadamente 52 frailes, distribuidos en tres países: Italia (Palermo, Corleone, Nápoles), Colombia (Bogotá, San Clemente, el Retiro, San Roque) y Tanzania (Pomerini).